# Alan Skene
Pas d'image ? Cliquez ici

a Compétitions nationales et continentales officielles uniquement.

b Matchs officiels uniquement.
Alan Leslie Skene, né le 2 octobre 1932 au Cap et décédé le 13 août 2001 à George (Afrique du Sud), est un ancien joueur de rugby à XV international sud-africain. Il évolue au poste de centre.
Il passe ensuite au rugby à XIII et jouera pour Wakefield Trinity et South Sydney.

## Carrière
Il dispute son premier test match le 16 août 1958 contre les Français dans une série historique pour les Bleus. 
Les Springboks ont perdu une série en Nouvelle-Zélande en 1956 (trois défaites pour une victoire) et les sélectionneurs changent six joueurs pour la réception de la France. Le résultat de la série conduit le staff sud-africain à changer nombre de joueurs, Alan Skene n'a plus d'occasion de revêtir le maillot springbok après cette série.
Il joue en province avec la Western Province.

## Palmarès
- 1 sélection
- Sélection par saison : 1 en 1958.